# Shimmer (DC Comics)
Shimmer (il cui vero nome è Selinda Flinders) è una super criminale immaginaria presente nell'Universo DC. Sorella del super criminale Mammoth, è un membro fondatore dei Fearsome Five e comunemente descritta come una nemica dei Teen Titans.
Il personaggio ebbe il suo debutto sul grande schermo nella seconda stagione della serie Titans, interpretata dall'attrice Hanneke Talbot.

## Storia di pubblicazione
Shimmer comparve per la prima volta in New Teen Titans n. 3, e fu creata da George Pérez e Marv Wolfman.

## Biografia del personaggio
Selinda e suo fratello Baran (alias il super criminale Mammoth) sono super umani nativi dell'Australia. Schernita dai suoi compagni di classe perché era diversa, la bambina frustrata usò i suoi poteri per combattere i propri bulli, per essere poi buttata fuori dalla città dai genitori spaventati e arrabbiati. I genitori di Baran e Selinda li mandarono nel paese di Markovia, dove furono posti alle cure della scienziata Dottoressa Helga Jace. Mentre la dottoressa Jace cercò di insegnare ai giovani metaumani il senso della moralità, i due si gettarono in una vita di criminalità.
Shimmer è un membro fondatore dei Fearsome Five, a cui si unì dopo aver risposto ad un annuncio sull'Underworld Star scritto dal Dottor Light. Shimmer e i Fearsome Five combatterono contro i Teen Titans in numerose occasioni; si batterono anche contro Superman. Shimmer alla fine rinunciò alla sua vita criminale e si ritirò, insieme a Baran, in un monastero tibetano. Più avanti, la sua pacifica esistenza terminò quando il suo ex compagno di squadra Psimon la rintracciò. Usando i suoi poteri psichici, Psimon tramutò il corpo di Shimmer in vetro e lo infranse.
Shimmer ritornò in vita, quando il Dottor Sivana assemblò una nuova versione dei Fearsome Five, incluso il fratello di Shimmer, Mammoth. Sivana fu in grado di reclutarlo promettendogli di resuscitare sua sorella. Sivana fece riassemblare le schegge di vetro del corpo di Shimmer a Psimon, quindi utilizzò la sua super scienza per riportarla in vita. In questa nuova forma, Shimmer rivelò un costume più oscuro, gotico rispetto al vestito trasgressivo originale.
Shimmer fu menzionata come una possibile, ma non proprio, fonte di kryptonite in Countdown a Crisi Infinita (2005).
Shimmer è una dei criminali che compaiono in Salvation Run.
Lei e Mammoth alla fine si unirono ad una nuova versione dei Fearsome Five che fu messa insieme dal Calcolatore per rapire Wonder Girl e distrarre la nuova versione dei Teen Titans mentre lui rapiva Kid Eternity. Shimmer e i suoi compagni furono sconfitti, ma intanto causarono la morte di Kid Devil. Shimmer e i Fearsome Five sembrarono fuggire poco tempo dopo essere stati messi in carcere. Cercarono di assassinare Donna Troy mentre partecipava all'apertura di un resort a Miami. Troy li sconfisse facilmente, ma Shimmer la schernì rifiutando di rivelare chi li aveva assunti.

### The New 52
Nel settembre 2011, The New 52 fece il reboot della continuità DC. In questa nuova linea temporale, Shimmer fu reintrodotta come membro dei Fearsome Five. Il gruppo comparve come parte della Società segreta dei supercriminali, che era infine alleata con il Sindacato del crimine. Fu inviata con i membri dei Fearsome Five, Jinx, Mammoth, Gizmo e Psimon ad allearsi con il Dottor Psycho ed Hector Hammond al fine di combattere contro Cyborg e il Metal Men. Alla fine, Shimmer fu sconfitta da Platino.

## Rinascita
Shimmer comparve in Rinascita come membro dei Fearsome Five.

## Poteri e abilità
Shimmer è un metaumano con l'abilità di tramutare qualsiasi elemento o composto in un altro. Il cambiamento dura solo pochi minuti, e lei può usare questa abilità solo su materiali presenti in un raggio massimo di 90 cm.

## In altri media
Shimmer compare nell'episodio "Zona di lancio" della serie animata Young Justice. Lei e Mammoth furono presentati come guardie del corpo di Kobra. Shimmer non mostrò alcun super potere, ma sembrò essere molto esperta nelle arti marziali. Robin la rese inoffensiva con un bola, ma lei fu liberata da Kobra. Nell'episodio "I gemelli Terror", Shimmer fu tra i super criminali trattenuti nel Penitenziario di Belle Reve, dove partecipò ad un infruttuoso tentativo di evasione. In "I soliti sospetti", Shimmer aiutò Mammoth, Cheshire e l'Enigmista in un'imboscata ai danni dei Titans su un aereo in caduta. Fu catturata dopo che Robin la mise fuori combattimento nuovamente con un bola. In "Missione alfa", Shimmer insieme a Mammoth, Icicle Jr., Psimon e Devastation furono assegnati alla sorveglianza del prossimo arrivo nautico di bambini che dovevano essere mandati ai partner de La Luce da Queen Bee. Shimmer fu sconfitta da Miss Martian. Successivamente fu visto Mammoth che reggeva il suo corpo, mentre Queen Bee arrivava con una nuova spedizione di bambini. In "Esperimenti genetici", si scoprì che Shimmer aveva sviluppato i propri poteri tramite sperimentazione su metagene da parte dei Reach, quando la si vide sulla loro nave. Aiutò Black Beetle a combattere contro i Titans finché non fu sconfitta da Batgirl. Dopo che i Titans si ritirarono dalla nave dei Reach, Black Beetle portò via Shimmer ancora svenuta. In "Il potere della magia", Shimmer fu vista in Bialya con Mammoth e Devastation. Mentre Rocket mantenne la bolla di protezione intorno a Black Beetle, Zatanna utilizzò un incantesimo per far scontrare Devastation, Mammoth e Shimmer abbastanza fortemente da metterli fuori combattimento. Quando arrivarono, Queen Bee venne a sapere di quanto era accaduto e offrì loro la sua simpatia.
Shimmer comparve nell'episodio "Rose" della serie televisiva Titans, interpretata dall'attrice Hanneke Talbot. Qui, fu catturata da Starfire e Donna Troy.